# ویلسون (اکلاهما)
ویلسون(به انگلیسی: Wilson) شهری در ایالت اکلاهما کشور ایالات متحده آمریکا است که جمعیت آن در سرشماری سال ۲۰۱۰ میلادی، ۱٬۷۲۴ نفر بوده‌است.